# Placogorgia dentata
Placogorgia dentata är en korallart som beskrevs av Nutting 1910. Placogorgia dentata ingår i släktet Placogorgia och familjen Plexauridae. Inga underarter finns listade i Catalogue of Life.